# Jacob Leib Talmon
Jacob Leib Talmon (ur. 14 czerwca 1916 w Rypinie, zm. 16 czerwca 1980 w Jerozolimie) – izraelski historyk, profesor historii nowożytnej na Uniwersytecie w Jerozolimie. Urodził się w Polsce (do 1918 pod władzą niemiecką), w ortodoksyjnej żydowskiej rodzinie.
W 1934 r. rozpoczął studia na Uniwersytecie w Jerozolimie. Następnie kontynuował naukę we Francji, a po inwazji hitlerowskiej przeniósł się do Londynu. Tam ukończył London School of Economics.
W swoich najważniejszych dziełach – The Origins of Totalitarian Democracy i Political Messianism: The Romantic Phase, Talmon krytykuje Rewolucję francuską, określając jej ideologię terminem demokracja totalitarna; ponadto podkreśla on podobieństwa pomiędzy jakobinizmem a stalinizmem.
Najważniejsze prace:
- The Origins of Totalitarian Democracy, 1952
- The Nature of Jewish History-Its Universal Significance, 1957
- Political Messianism – The Romantic Phase, 1960
- The Unique and The Universal, 1965
- Romanticism and Revolt, 1967
- Israel among the Nations, 1968
- The Age of Violence, 1974
- The Myth of Nation and Vision of Revolution, The Origins of Ideological Polarization in the 20th Century, 1981
- The Riddle of the Present and the Cunning of History 2000 (wyd. pośmiertne)